# 石川県道158号日末村松線
石川県道158号日末村松線（いしかわけんどう158ごう ひずえむらまつせん）とは、石川県小松市にある一般県道（石川県道）である。

## 概要
- 起点：石川県小松市日末町メ24番1地先（＝石川県道20号小松加賀線交点）
- 終点：石川県小松市村松町甲71番1地先（＝村松町交差点、石川県道149号潮津串線上、石川県道145号串加賀線交点）

小松市西部の集落を結ぶ。起点から佐美町の区間は、小松空港の西端の境界に沿って指定されており、また砂丘地でやや小高くなっていることから、眺望のために多くの車が駐停車している。佐美町から終点に至る加賀三湖の1つであった柴山潟の干拓地の北部の区間は、石川県道149号潮津串線と重複している。

## 歴史
- 1960年（昭和35年）10月15日：路線認定。

## 接続道路
- 石川県道20号小松加賀線（小松市日末町：起点）
- 石川県道149号潮津串線（同市佐美町）
- 石川県道145号串加賀線、石川県道149号潮津串線（同市村松町・村松町交差点：終点）

## 重複区間
- 石川県道149号潮津串線（小松市佐美町 - 同市村松町・村松町交差点）